# Botanophila rupicapra
Botanophila rupicapra är en tvåvingeart som först beskrevs av Josef Mik 1887.  Botanophila rupicapra ingår i släktet Botanophila och familjen blomsterflugor.
Artens utbredningsområde är Österrike. Inga underarter finns listade i Catalogue of Life.